# Macaire Ier de Moscou
Pour les articles homonymes, voir Bulgakov et Macaire.
Le métropolite Macaire Ier de Moscou (Макарий I, Makari ou Makarij, né Mikhaïl Petrovitch Boulgakov, russe : Михаил Петрович Булгаков en 1816 et mort en 1882) fut métropolite de Moscou du 20 avril 1879 au 21 juin 1882. C'est une personnalité de l'Église orthodoxe et de la Russie du XIXe siècle.

## Éléments biographiques et carrière ecclésiastique
Né le 1er octobre 1816, au petit village de Sourkovo, dans le gouvernement de Koursk, il fut prénommé Mikhaïl (Michel) par son père, Piotr (Pierre) Boulgakov, qui était le prêtre de ce village. Le jeune garçon se retrouva assez tôt orphelin de père. Étant de faible constitution, il ne semblait guère doué pour les études. À la suite d'une blessure à la tête, son caractère change : de garçon mou et lent, il devint un étudiant intéressé et brillant. L'évêque Héliodore de Koursk s'intéressa personnellement à ses études et l'envoya au séminaire diocésain de Koursk.
En 1837, après ses examens, il alla étudier à l'Académie ecclésiastique de Kiev. Durant sa dernière année d'étude, il prononça ses vœux monastiques et, abandonnant son nom civil de « Mikhaïl Boulgakov », reçut le nom de « Macaire » (d'après Macaire de Scété). Peu après, il obtint le titre de « bachelier en histoire » pour la Russie et l'Église russe. Ayant été amené à remplacer le professeur d'histoire de l'Université de Kiev, ses compétences furent rapidement remarquées. Le 12 juillet 1842, il obtint le grade de « bachelier en théologie » et fut envoyé à l'Académie ecclésiastique de Saint-Pétersbourg. La même année, il fut nommé inspecteur de cette académie, et l'année suivante, le Saint-Synode le nomma professeur de théologie honoraire.
La qualité de ses services attirèrent l'attention de l'empereur et des autorités ecclésiastique et, en décembre 1850, il fut nommé recteur de l'Académie ecclésiastique de Saint-Pétersbourg. Le mois suivant, il est élevé au rang épiscopal, comme vicaire épiscopal de l'évêque de Podolie, avec le titre d'évêque de Venitza. Il demeura néanmoins à la tête de l'Académie jusqu'en 1857, lorsqu'il fut nommé évêque de Tambov.
En 1859, il est transféré au siège épiscopal de Kharkov, qui devint archevêché en 1862.
En 1868, il devint archevêque de Lituanie et de Vilna.
En 1878, il succéda au Métropolite Innocent de Moscou.

## L'historien et le théologien
Macaire Ier est l'auteur de nombreux ouvrages. Le premier, publié en 1843 est une « Histoire de l'Université de Kiev ». Puis furent publiées, en 1846, une « Histoire du christianisme en Russie depuis le temps de St Vladimir », en 1847 « Scènes de l'histoire de l'Église russe avant les invasions tartares », en 1847 toujours une « Introduction à la Théologie orthodoxe ». En 1852, parut la « Théologie dogmatique orthodoxe », puis en 1856, une « Histoire de la secte séparatiste appelée Vieux-Croyants ». En 1857 parut le premier volume d'une « Histoire de l'Église russe » dont le douzième tome fut publié à titre posthume. Tout au long du XXe siècle, il demeure une référence pour l'histoire ecclésiastique russe, comme en témoignent Anatole Leroy-Beaulieu ou encore Michael Klimenko, se distinguant notamment par des sources qui ne se limitent pas aux hagiographies, mais aussi aux documents administratifs à la différence de Klioutchevski par exemple. Pour Paul Bushkovitch, Makari (Boulgakov) est « peut-être le premier historien relativement moderne de l’Église, et sa connaissance excellente des sources rend son travail valable jusqu’à aujourd’hui ; cependant, son choix des thèmes restreint fortement son usage pour l’historien moderne ».

## Caractère de l'homme
Membre de toutes les principales sociétés savantes et scientifiques de Russie, cet homme de grande culture était aussi conservateur, dogmatique et antilibéral.
Il s'opposa à la suppression du servage, et considérait le tsarisme comme le meilleur système politique. À l'égard des « nihilistes », il considérait comme un devoir de lutter contre eux tant par la parole que par la force. De nombreuses fois, il se rendit auprès des empereurs Alexandre II (1855-1881) puis Alexandre III (1881-1894) pour leur reprocher leur faiblesse qui ne permettait pas d'éradiquer la conspiration des nihilistes. Sa vie fut souvent en danger de par ses activités.

## Œuvres
- (ru) История Киевской Академии (« Histoire de l'Académie de Kiev »), Saint-Pétersbourg, 1843.
- (ru) « Scènes de l'histoire de l'Église russe avant les invasions Tartares », 1847
- (ru) История христианства в России до равноапостольного князя Владимира (« Histoire du christianisme en Russie depuis le temps de St Vladimir »), 1847, Saint-Pétersbourg, 1868.
- (ru) Введение в православное богословие (« Introduction à la théologie russe »), 1847, Saint-Pétersbourg, 1913
- (ru) Православно-догматическое богословие (« Théologie Dogmatique Orthodoxe »), 2 tomes, 1852, Saint-Pétersbourg, 1895, traduit en français sous le titre Théologie dogmatique orthodoxe, Genêve, Joël Cherbuliez, 1860 (tome 1 et tome 2 sur Googlebooks)
- (ru) История русского раскола, известного под именем старообрядчества ( « Histoire de la secte séparatiste appelée Vieux-Croyants »), Saint-Pétersbourg, 1855.
- (ru) История Русской церкви (« Histoire de l'Église russe »), 1857 (pour le 1er vol), 12 tomes Saint-Pétersbourg, 1883.
- (ru) Руководство к изучению христианского православно-догматического богословия (« Guide pour l'étude de la théologie dogmatique orthodoxe »), Moscou, 1913.
- (ru) Слова и речи (« Mots et Discours »), 3 vol., Saint-Pétersbourg, 1890-1891.